# Wagin (ort)
Wagin är en ort i Australien. Den ligger i regionen Wagin och delstaten Western Australia, omkring 210 kilometer sydost om delstatshuvudstaden Perth.
Trakten runt Wagin är nära nog obefolkad, med mindre än två invånare per kvadratkilometer.. Wagin är det största samhället i trakten. 
Trakten runt Wagin består till största delen av jordbruksmark. Genomsnittlig årsnederbörd är 518 millimeter. Den regnigaste månaden är september, med i genomsnitt 95 mm nederbörd, och den torraste är februari, med 5 mm nederbörd.